# 新屋溪
新屋溪為一位於台灣北部之河川，幹流長度13.59公里，流域面積6.58平方公里，分佈於桃園市新屋區、觀音區。主流發源於新屋區九斗村上青埔西側，向西北流經紅泥坡、新屋、石磊，在石牌嶺匯集茄苳溪後，形成新屋區、觀音區的界河，最終於永興（大牛欄）附近注入台灣海峽。

## 水系主要河川
- 新屋溪：桃園市新屋區、觀音區
  - 茄苳溪：桃園市新屋區、觀音區